# Gondwanatherium
Gondwanatherium is een geslacht uit de uitgestorven zoogdierorde Gondwanatheria dat tijdens het Laat-Krijt in het huidige oostelijk Patagonië voorkwam. De enige soort is G. patagonicum. Het is behoort tot de familie Sudamericidae. 

## Fossiele vondsten
Fossielen zijn gevonden in de Los Alamitos-formatie.

## Kenmerken
Gondwanatherium had het formaat van een haasmuis of prairiehond met een geschat gewicht van 815 tot 1285 gram. Gondwanatherium had lange snijtanden voor het kauwen en hoogkronige kiezen voor het verwerken van stugge planten. Net als bij knaagdieren bleven de wortelloze snijtanden en kiezen het gehele leven groeien en bevond zich tussen de snijtanden en kiezen een diasteem, een tandeloos stuk. 